# Maskulinism
För tillståndet att i biologisk bemärkelse förmanligas, se virilism
Maskulinism eller maskulism avser den politiska och kulturella rörelse som syftar till att få lika politiska, ekonomiska och sociala rättigheter för pojkar och män som för flickor och kvinnor. Dessa områden omfattar bland annat värnplikt, vårdnad av barn, underhållsbidrag och lika lön för lika arbete.

## Historik
Den maskulinistiska rörelsen har sitt ursprung hos E. Belfort Bax, som 1913 skrev Feminisms bedrägeri och termen maskulinism myntades som motsvarigheten till feminism i början på 1900-talet. Den förkortade formen maskulism dök upp en kort tid senare, och blev vanligare under 1980-talet. Maskulismen växte dock först i slutet på 1900-talet, särskilt under 1990-talet med författare som Warren Farrell och Jack Kammer och deras böcker om könsroller i samhället.

### Maskulinism inom skönlitteratur
I Gerd Brantenbergs roman Egalias döttrar är maskulinismen det fiktiva landet Egalias direkta motsvarighet till feminismen.